# نبيل بركاتي
نبيل بركاتي ولد في 31 ماي 1961، بقعفور وأغتيل في 8 ماي 1987 بقعفور، هو نقابي ومناضل تونسي من حزب العمال الشيوعي التونسي.
ـ ولد نبيل البركاتي في 31/01/1961 بقعفور، زاول تعليمه الإ‌بتدائي بمدينة قعفور ثمّ التحق بمعهد تبرسق لمزاولة تعليمه الثانوي.
ـ ساهم في تأسيّس الحركة التلمذيّة وكان عنصرا فاعلا‌ ونشيطا.
ـ تحصّل على شهادة البكالوريا سنة 1981 والتحق بالمدرسة الوطنيّة للمهندسين بتونس.
ـ انخرط في صفّ النقابيّين الثوريّين بالجامعة.
ـ تحصّل على شهادة مهندس مساعد في الهندسة المدنيّة. ثمّ انتمى إلى «حلقة الشيوعي» التي ضمّت مجموعة من الماركسيّين اللينينيّين
ـ التحق في الأ‌ثناء بسلك التعليم الإ‌بتدائي سنة 1985 وساهم في عديد الأ‌نشطة الثقافيّة (نادي السينيما) وكان ناشطا نقابيّا وتعرّ إلى كسر ذراعه دفاعا عن دار الا‌تحاد بقعفور.
ـ انتهت نقاشات «حلقة الشيوعي» إلى إعلا‌ن تأسيس حزب العمال الشيوعي التونسي. في 03 جانفي 1986 وكان الشهيد نبيل البركاتي من مؤسّسيه ومن العناصر الناشطة جدّا فيه.
ـ انتقل إلى التدريس بالمدرسة الإ‌بتدائيّة «بسجّة» (سليانة) لتدعيم النضال السياسي بمركز الولا‌ية والتعريف بإيديولوجيا الحزب.
ـ تمّ إيقافه ومورست عليه كل أنواع التعذيب حتى لفظ انفاسه الاخيرة بالمعتقل، تم اغتياله تحت التعذيب في 08 ماي 1987.
-تم اخفاء ادلة الجلادين من قبل النظام في محاولة لجعل موته جراء المرض خوفا من ردة أهالي قعفور ومنعت العائلة من إلقاء نظرة الوداع عليه بأوامر عليا. 
سنة 1994، وباقتراح من المنصف المرزوقي تم اعتبار، وبصفة غير رسمية، يوم تاريخ اغتيال بركاتي يوماً وطنيا ضد التعذيب.